# Colin Ferguson
Colin Ferguson, född 22 juli 1972 i Montréal i Québec, är en kanadensisk skådespelare som medverkat i flera TV-serier och filmer. Sedan 2006 spelar han huvudrollen i science fiction-serien Eureka.
Ferguson var tidigare medlem av improvisationsteatergruppen On The Spot samt var med och grundade komediklubben The Second City i Detroit. Han har varit gästvärd i science fiction-nyhetsprogrammet HypaSpace. Han är även supporter till ishockeylaget Montreal Canadiens i NHL och bloggar periodvis för NHL.com.
Förutom sitt kanadensiska medborgarskap har han även medborgarskap i Storbritannien och USA.